# Кнезер, Адольф
Адольф Кнезер (нем. Adolf Kneser; 13 марта 1862 — 24 января 1930) — немецкий математик. Иностранный член-корреспондент АН СССР (1924). В 1929 году был президентом Немецкого математического общества.

## Биография
Родился в Грюссове в Мекленбурге. Учился в Ростокской гимназии (до 1879). Был студентом в Ростокском, Гейдельбергском и Берлинском университетах.
В 1884 году в Берлине защитил диссертацию доктора философии; в том же году получил должность приват-доцента в Марбургском университете. Перешёл на ту же должность в Бреславский университет (1886). Был приглашён экстраординарным профессором на кафедру прикладной математики в Дерптский университет (1889). Перешёл в Берлинскую академию горных наук (1900). С 1905 года преподавал в Университете Бреслау, в 1911—1912 годах был ректором этого университета. В 1912 году доказал теорему о четырёх вершинах. Сформулировал теорему Кнезера, занимался задачей Штурма — Лиувилля. Вёл переписку с В. А. Стекловым.